# Leonardo Maloku
Leonardo Maloku (n. 18 mai 1998) este un fotbalist profesionist albanez care joacă pe postul de fundaș dreapta pentru clubul italian Fermana, fiind împrumutat de la Pescara, și echipa națională sub 21 de ani din Albania.

## Clubul de carieră

### Pescara
El a semnat primul contract de profesionist cu Pescara la 29 iulie 2016, pe o perioadă de 5 ani, valabil până în 2021. A fost inclus în lotul primei echipă în cantonamentul de dinaintea sezonului și a jucat în toate cele 3 meciuri amicale, demonstrând că este în formă și convingându-l astfel pe antrenorul Massimo Oddo, dar și clubul, să-i ofere un contract la profesioniști.

#### Împrumut la Santarcangelo
El a debutat pentru Santarcangelo pe 27 august 2017 împotriva lui Pordenone în prima etapă de campionat a sezonului de deschidere a Serie C 2017-2018 grupa B (nord și central de este), jucând 90 de minute sub antrenorul Giuseppe Angelini într-o înfrângere scor 0-1, în minutul 90 '+ 4.

#### Împrumut la Fermana
La 31 ianuarie 2019, a fost împrumutat la Fermana.

## Cariera la națională
El a fost pentru prima dată convocat pentru partida jucată de Albania sub 20 de ani către același antrenor al echipei sub 21, Alban Bushi, pentru meciul amical cu Georgia U20, la 14 noiembrie 2017. El a debutat pentru echipa sub 20 de ani împotriva Georgiei, jucând ca titular până în minutul 55 când a fost înlocuit cu Amer Duka la scorul de 1-0, meciul terminându-se cu înfrângerea Albaniei, scor 0-3.

## Statistici privind cariera

### Club
Începând cu 22 decembrie 2017
| Club          | Sezon         | Campionat     | Campionat | Campionat | Cupă    | Cupă   | Europa  | Europa | Altele  | Altele | Total   | Total  |
| Club          | Sezon         | Divizie       | Meciuri   | Goluri    | Meciuri | Goluri | Meciuri | Goluri | Meciuri | Goluri | Meciuri | Goluri |
| ------------- | ------------- | ------------- | --------- | --------- | ------- | ------ | ------- | ------ | ------- | ------ | ------- | ------ |
| Pescara       | 2015-2016     | Serie B       | 0         | 0         | -       | -      | -       | -      | -       | -      | 0       | 0      |
| Pescara       | 2016-2017     | Serie B       | 0         | 0         | 0       | 0      | -       | -      | -       | -      | 0       | 0      |
| Pescara       | Total         | Total         | 0         | 0         | 0       | 0      | -       | -      | -       | -      | 0       | 0      |
| Santarcangelo | 2017-2018     | Serie C       | 11        | 0         | 1       | 0      | -       | -      | -       | -      | 12      | 0      |
| Total carieră | Total carieră | Total carieră | 11        | 0         | 1       | 0      | -       | -      | -       | -      | 12      | 0      |

1. ↑  Including continental competitions, such as UEFA Champions League and UEFA Europa League